# Anders Westholm
Anders Westholm, född 27 juni 1955 i Uppsala, är en svensk statsvetare och  professor emeritus vid statsvetenskapliga institutionen, Uppsala universitet. 

## Biografi
Anders Westholm är son till journalisten, läroboksförfattaren och gymnasieläraren Barbro Westholm, född Hjorth, och hennes make, litteraturkritikern och gymnasieläraren Carl Axel Westholm. Sedan 1982 är han gift med den polskfödda statsvetaren och skatterevisorn Aleksandra Opalek-Westholm.
Efter avslutad gymnasieutbildning på naturvetenskaplig linje vid  Rudbeckianska skolan i Västerås gjorde Westholm sin värnpliktstjänstgöring vid  Försvarets tolkskola i Uppsala 1974–1975 där han utbildades till militärtolk, förhörsledare och värnpliktig underrättelseofficer. Utbildningen innebar även akademiska betyg i ryska och öststatskunskap. 
Året därpå arbetade han som frilansjournalist, fotograf och grundskollärare i Västerås för att därefter återuppta sina studier vid Uppsala universitet där han också vid denna tid började tjänstgöra som lärare vid enheten för öststatskunskap. År 1979 blev han  fil. kand. vid Uppsala universitet och samma år även Master of Arts vid University of Michigan, i båda fallen med statsvetenskap som huvudämne.
Westholm antogs därefter som forskarstuderande i statsvetenskap vid Uppsala universitet där han också började tjänstgöra som lärare inom den statsvetenskapliga metodutbildningen. I mitten av 1980-talet avbröt han tillfälligt sina doktorandstudier för att istället tjänstgöra som huvudsekreterare inom Maktutredningen 1985–1991. 
Sedan utredningen avslutats disputerade han 1991 på avhandlingen "The Political Heritage: Testing Theories of Family Socialization and Generational Change" och anställdes samma år som forskarassistent vid statsvetenskapliga institutionen, Uppsala universitet. Året därpå blev han även docent och universitetslektor vid samma institution.
Under första hälften av 1990-talet arbetade Westholm delvis med att utveckla IT-stödet vid sin institution, en verksamhet som då ännu inte sköttes av för ändamålet utbildade IT-ingenjörer/tekniker. Åren 1996–1998 var han ledamot av SNS Demokratiråd och deltog i dess arbete med att utvärdera demokratin i Sverige. Under 1990-talets sista år bidrog han även till  Demokratiutredningens arbete.
År 2000 utsågs han av dåvarande integrationsministern Ulrica Messing att leda Integrationspolitiska maktutredningen, en forskningsutredning som hade till uppdrag "att beskriva och analysera fördelningen av makt och inflytande i olika delar av det svenska samhället ur ett integrationspolitiskt perspektiv". Under 2000-talet ingick han också i ledningen för två större forskningsprojekt om demokratin i Sverige (Demokratins mekanismer) respektive Europa (Citizens, Involvement, Democracy).
År 2007 utnämndes han till professor vid statsvetenskapliga institutionen, Uppsala universitet och har i den rollen bland annat tjänstgjort som huvudlärare i vetenskaplig metod samt varit huvudansvarig för den del av mastersutbildningen som leder fram till en mastersuppsats. 
Westholms forskning har i olika skeden varit inriktad på bland annat politisk socialisation, politiskt deltagande, makteliter, nätverksanalys, demokratiutvärdering, väljarbeteende samt etnisk integration. Han har inom ramen för sin forskning också ägnat uppmärksamhet åt frågor avseende vetenskaplig metod.

## Publikationer (urval)
- Niemi, Richard G., och Anders Westholm (1984). ”Issues, Parties, and Attitudinal Stability: A Comparative Study of Sweden and the United States”. Electoral Studies 3 (1):  sid. 65–83.
- Westholm, Anders (1987). ”Measurement Error in Causal Analysis of Panel Data: Attenuated versus Inflated Relationships”. Quality & Quantity 21 (1):  sid. 3–20.
- Petersson, Olof, Anders Westholm & Göran Blomberg (1989). Medborgarnas makt. Stockholm: Carlsson
- SOU 1990:44. Demokrati och makt i Sverige: Maktutredningens huvudrapport. Stockholm: Allmänna förlaget
- Westholm, Anders (1991). The Political Heritage: Testing Theories of Family Socialization and Generational Change. Uppsala: Uppsala universitet
- Westholm, Anders & Richard G. Niemi (1992). ”Political Institutions and Political Socialization”. Comparative Politics 25 (1):  sid. 25–41.
- Westholm, Anders (1992). ”Votes for Sale: The Logic of Power in Joint-Stock Companies”. Scandinavian Political Studies 15 (3):  sid. 93–213.
- Petersson, Olof, Jörgen Hermansson, Michele Micheletti & Anders Westholm (1996). Demokrati och ledarskap: Demokratirådets rapport 1996. Stockholm: SNS
- Petersson, Olof, Jörgen Hermansson, Michele Micheletti & Anders Westholm (1997). Demokrati över gränser: Demokratirådets rapport 1997. Stockholm: SNS
- Westholm, Anders (1997). ”Distance versus Direction: The Illusory Defeat of the Proximity Theory of Electoral Choice”. American Political Science Review 91 (4):  sid. 865–883.
- Petersson, Olof, Jörgen Hermansson, Michele Micheletti, Jan Teorell & Anders Westholm (1998). Demokrati och medborgarskap: Demokratirådets rapport 1998. Stockholm: SNS
- Westholm, Anders (1999). ”The Perceptual Pathway: Tracing the Mechanisms of Political Value Transfer across Generations”. Political Psychology 20 (3):  sid. 525–551.
- Westholm, Anders (2001). ”On the Return of Epicycles: Some Crossroads in Spatial Modeling Revisited”. Journal of Politics 63 (2):  sid. 436-481.
- Esaiasson, Peter & Anders Westholm, red (2006). Deltagandets mekanismer: Det politiska engagemangets orsaker och konsekvenser. Malmö: Liber
- Deth Jan W. van, José Ramón Montero & Anders Westholm, red (2007). Citizenship and Involvement in European Democracies: A Comparative Analysis. London: Routledge
- Bäck, Hanna, Jan Teorell & Anders Westholm (2011). ”Explaining Modes of Participation: A Dynamic Test of Alternative Rational Choice Models”. Scandinavian Political Studies 34 (1):  sid. 74-97.